# 篠木村
篠木村（しのぎむら）は、かつて愛知県西北部にあった村である。

## 概要
- かつての荘園「篠木庄」から名前を取っている。
- 東春日井郡に属していた。
- 当時の所在地は現在の春日井市中央部にあたる。
- 現在の、東部中学校、篠木小学校付近に「篠木町」が存在する。

## 沿革
- 1906年（明治39年）7月16日 - 下原村、八幡村、小木田村、雛五村 （神領・熊野・堀之内・桜佐。大留は、高蔵寺村に編入）と合併し、発足。
- 1943年（昭和18年）6月1日 - 勝川町・鷹来村・鳥居松村と合併し、春日井市発足に伴い廃止。

## 教育
- 篠木国民学校（現・春日井市立篠木小学校）

## 名所など
- 松原神社 (春日井市)
- 密蔵院薬師寺
- 大留城跡